# Lasbek
Lasbek er en by og kommune i det nordlige Tyskland, beliggende i Amt Bad Oldesloe-Land under Kreis Stormarn. Kreis Stormarn ligger i den sydøstlige del af delstaten Slesvig-Holsten.

## Geografi
Lasbek ligger omkring 10 kilometer øst for Bargteheide. I kommunen ligger landsbyerne Barkhorst, Lasbek-Dorf, Lasbek-Gut og Krummbek. Motorvejen A1 går gennem Lasbek. Vandløbene Rögenbach, Krummbach og Süderbeste løber gennem kommunen. Fra 1887 til 1976 havde Lasbek jernbanestation på linjen mellem Schwarzenbek og Bad Oldesloe.